# 大徳山
大徳山（だいとくざん）は、兵庫県養父市にあり、南側が旧養父町、北側が旧八鹿町に位置する標高555.8mの山である。
登山ルートは養父市十二所の満福寺より登るルート、養父市左近山より登るルート、養父市八鹿町米里より登るルートがあり、
八鹿町側には整備された林道もある。
頂上付近にマイクロウェーブ反射板がある。
頂上付近には仙源寺（廃寺）の跡地もあり、蔵王権現の石像や、弘法大師座像などもある。（左近山集落側）
養父町史によると修験遺跡もあるらしい。
登山口にある満福寺は真言宗の寺であるので、古く山岳宗教が盛んであったと思われる。
大徳山という名前の由来も僧階名が用いられたのではないかと思われる。
山頂より南稜線を下ると浅野産霊神社跡もある。現在は集落に下りたが明治時代には山頂近くに神社があった。
養父市浅野に下りる神社参道兼登山道もあったものの、現在は廃れている。